# McLaren MP4-27
Chronologie des modèles (2012)
McLaren MP4-26 McLaren MP4-28
La McLaren MP4-27 est la monoplace de Formule 1 engagée par l’équipe Vodafone McLaren Mercedes dans le cadre du championnat du monde de Formule 1 2012. Présentée le 1er février 2012 dans l’usine McLaren à Woking, elle commence le championnat le 18 mars 2012 au Grand Prix d’Australie, pilotée par les Britanniques Jenson Button et Lewis Hamilton.

## Design et technique
D’un point de vue design, la McLaren MP4-27 ne diffère que peu de la MP4-26 de la saison passée. Le museau, abaissé à une hauteur du museau à 550 mm par rapport au plan de référence (imposé par le règlement 2012), contre 625 mm auparavant, conserve un profil assez similaire à celui de la précédente monoplace ; avec la Marussia MR01, la MP4-27 est d'ailleurs l'une des deux seules monoplaces du plateau 2012 à ne pas adopter un museau « en escalier ». La principale différence se trouve au niveau des pontons, ces derniers abandonnant la forme caractéristique en U.
Tim Goss, le directeur de l’ingénierie chez McLaren Mercedes, assure néanmoins que « [la] voiture est une refonte complète, du nez à l’arrière, et [qu’]il y a très peu de choses anciennes. Une petite partie du système de carburant est identique, mais presque tout le reste sur la voiture a changé ». Paddy Lowe, le directeur technique de l’équipe, précise que les échappements notamment ont fait l’objet de beaucoup de travail de la part des aérodynamiciens pour trouver de l’appui à la suite de l'interdiction des diffuseurs soufflés.

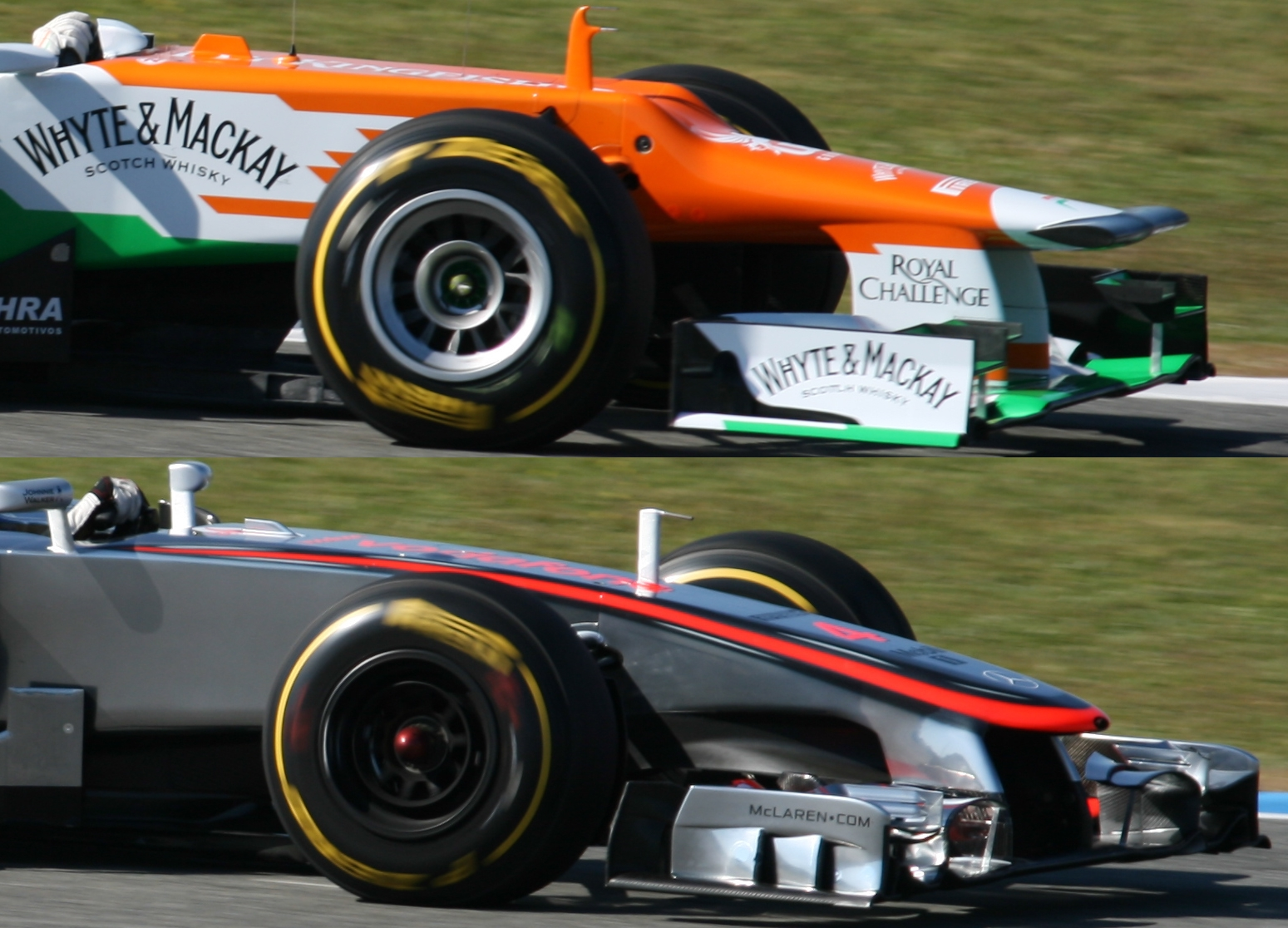
Comparaison entre le museau de la MP4-27 et celui de la Force India VJM05.

## Résultats en championnat du monde de Formule 1
| Saison | Écurie                    | Moteur              | Pneus   | Pilotes        | Courses | Courses | Courses | Courses | Courses | Courses | Courses | Courses | Courses | Courses | Courses | Courses | Courses | Courses | Courses | Courses | Courses | Courses | Courses | Courses | Points inscrits | Classement |
| Saison | Écurie                    | Moteur              | Pneus   | Pilotes        | 1       | 2       | 3       | 4       | 5       | 6       | 7       | 8       | 9       | 10      | 11      | 12      | 13      | 14      | 15      | 16      | 17      | 18      | 19      | 20      | Points inscrits | Classement |
| ------ | ------------------------- | ------------------- | ------- | -------------- | ------- | ------- | ------- | ------- | ------- | ------- | ------- | ------- | ------- | ------- | ------- | ------- | ------- | ------- | ------- | ------- | ------- | ------- | ------- | ------- | --------------- | ---------- |
| 2012   | Vodafone McLaren Mercedes | Mercedes V8 FO 108Z | Pirelli |                | AUS     | MAL     | CHI     | BAH     | ESP     | MON     | CAN     | EUR     | GBR     | ALL     | HON     | BEL     | ITA     | SIN     | JAP     | COR     | IND     | ABU     | USA     | BRÉ     | 378             | 3e         |
| 2012   | Vodafone McLaren Mercedes | Mercedes V8 FO 108Z | Pirelli | Jenson Button  | 1er     | 14e     | 2e      | 18e*    | 9e      | 16e*    | 16e     | 8e      | 10e     | 2e      | 6e      | 1er     | Abd     | 2e      | 4e      | Abd     | 5e      | 4e      | 5e      | 1er     | 378             | 3e         |
| 2012   | Vodafone McLaren Mercedes | Mercedes V8 FO 108Z | Pirelli | Lewis Hamilton | 3e      | 3e      | 3e      | 8e      | 8e      | 5e      | 1er     | 19e*    | 8e      | Abd     | 1er     | Abd     | 1er     | Abd     | 5e      | 10e     | 4e      | Abd     | 1er     | Abd     | 378             | 3e         |

Légende : ici
- * Le pilote n'a pas terminé la course mais est classé pour avoir parcouru plus de 90 % de la distance de course.